# The Goodies (película)
Musterknaben (Role Models; título en inglés: The Goodies; también conocida como Das Beschwerdebuch o Alles aus Liebe) es una comedia romántica de Alemania Oriental, dirigida por Johannes Knittel. Se estrenó originalmente en la RDA en 1959 y posteriormente en Hungría en 1960.

## Trama
Bassi y Edwin son los dos obreros más perezosos e irresponsables de su brigada de construcción. Cuando se enamoran de sus vecinas Thea y Susi, fingen ser jóvenes responsables y acompañan a sus amigas a una reunión en la casa del capítulo local. Para mantener las apariencias, se ven obligados a asumir varias tareas que jamás habrían imaginado realizar. La trama se convierte en una cadena de errores cómicos, pero finalmente las dos nuevas parejas se reconcilian y todo termina bien.

## Reparto
- Hartmut Reck como Bassi.
- Rolf Herricht como Edwin.
- Brigitte Krause como Thea.
- Gudrun Wichert como Susi.
- Erwin Geschonneck como el padre de Susi.
- Peter Marx como Kaiser.
- Fritz Diez como Weber.
- Paul R. Henker como Scholz.
- Hans Klering como Grimm.
- Werner Lierck como Tetzlaff.
- Gerd Biewer como Graf.
- Sabine Thalbach como Röschen.
- Jean Brahn como Fritz.
- Agnes Kraus como la maestra anciana.
- Lotte Loebinger como Klara.
- Werner Dissel en un papel no acreditado.

## Recepción
El Servicio Cinematográfico Católico de Alemania Occidental consideró la película como «con una trama débil y los mismos viejos chistes repetidos una y otra vez».  El crítico de cine de la revista Cinema escribió que «incluso en los años 50, no era ingeniosa».